# お祭りマンボ
「お祭りマンボ」（おまつりマンボ）は、1952年8月15日に発売された美空ひばりのシングル盤レコードである。

## 解説
- 1952年8月15日発売。
- 東京市日本橋区日本橋馬喰町出身の原六朗がその当時流行していたマンボのリズムに乗せ、お祭り好きな江戸っ子気質をテーマに自ら作詞作曲し、編曲まで担当した。
- 全体的にアップテンポだが、ラストの部分ではスローに変わる。祭りの大混乱の最中「家を焼かれたおじさん」「ヘソクリ盗られたおばさん」の悲哀を描きつつも、最後は「（いくら泣いても）あとの祭りよ」のオチで締め括っている。
- 2019年時点ではひばりのシングル売上で歴代17位にランクインされている（日本コロムビア調べ）[1]。
- ひばり自身もこの曲を好んで歌い、1988年の東京ドーム復帰公演や、数々のテレビ番組で披露している。
- 同曲はひばりのヒット曲の中でも、軽快なリズムで親しまれたこともあり、カバーする歌手が多い。
  - レコードデビュー前の少年隊の持ち歌である「三味線ブギ」（市丸の「三味線ブギウギ」のリメイク）では、一部の歌詞が引用された。
  - 1990年には男性アイドルグループの忍者（ジャニーズ事務所）が歌詞の一部を変えてカバーシングル盤（「お祭り忍者」）を出した。
  - 篠原ともえが『ひばりトリビュート』（アルバム、2000年、日本コロムビア）にて同曲をカバーしている[2]。
  - また、ひばりと長年の親交が深かった岡林信康も2010年に発表したアルバム『レクイエム〜我が心の美空ひばり〜』（EMIミュージック・ジャパン TOCT-22355／2010年5月12日）にて本楽曲をカバーした。
  - 台湾の歌手、白冰冰もテレビで日本語でカバーしている。
- フジテレビ系列の子供番組『ママとあそぼう!ピンポンパン』でも、おねえさんが酒井ゆきえ時代に紹介されたが、1・2番の後半と3番は削られた。
- 1972年公開のザ・ドリフターズ主演映画『祭りだお化けだ全員集合!!』では、ドリフによる替え歌がうたわれた。
- 「神田の生まれで チャキチャキ江戸っ子」というフレーズがあることにちなみ、2015年6月20日から東京メトロ銀座線神田駅において発車メロディ（発車サイン音）として使用されている[3]。編曲は永田太郎が手掛けた[4]。
- 翌1953年には本楽曲と同じ作詞者・作曲者・歌手による「チューチューマンボ」（チュチュマンボ）が発売されたが、本楽曲の流行には及ばなかった[5]。

## 収録曲

### オリジナル盤
1. お祭りマンボ
2. 月の幌馬車
両楽曲とも、作詞・作曲・編曲：原六朗

### 1957年盤
1. お祭りマンボ
作詞・作曲・編曲：原六朗
2. ひばりの花売娘
作詞：藤浦洸、作曲・編曲：上原げんと